# De'Alonzio Jackson
De'Alonzio Jackson (Maryland, 31 de outubro de 1988), conhecido como DJ Jackson, é um praticante americano de jiu-jitsu brasileiro e lutador de artes marciais mistas, atualmente radicado na Tailândia.
Ele é múltiplo campeão mundial de jiu-jitsu brasileiro, com títulos nas competições da IBJJF, ADCC, Pan-Americano, Brasileiro e COPA de Bangkok.
Jackson foi o primeiro afro-americano a conquistar um título mundial no jiu-jitsu brasileiro.

## Antecedentes
Jackson nasceu em 31 de outubro de 1988, no estado de Maryland. Ele começou no esporte através da luta olímpica na DeMatha Catholic High School.

## Carreira no jiu-jitsu brasileiro
Quando DJ Jackson começou a treinar jiu-jitsu brasileiro na equipe Team Lloyd Irvin, ele imediatamente chamou a atenção de seu treinador, Lloyd Irvin. Ele passou a competir pouco tempo depois, a pedido de seu treinador. Em pouco tempo, destacou-se em competições de prestígio e eliminou todos os seus oponentes. Seu alto nível de preparo físico e atlético lhe garantiu a faixa-preta em 2012, com menos de quatro anos de prática.

## Carreira no MMA
Enquanto praticava jiu-jitsu brasileiro, Jackson decidiu treinar e competir em artes marciais mistas (MMA). Ele lutou quatro vezes entre 2015 e 2016, conquistando quatro vitórias, incluindo duas por finalização.

## Carreira como treinador
Desde 2019, Jackson atua como treinador oficial de jiu-jitsu brasileiro e artes marciais mistas na Tailândia. Sob sua liderança, seus alunos, incluindo Stamp Fairtex, Arash Mardani, Reza Goodary e Mark Abelardo, conquistaram diversas medalhas internacionais em competições importantes, como a Siam Cup BJJ e a COPA de Bangkok.

## Conquistas

### Campeonato Mundial de Jiu-Jitsu Sem Kimono
- 1º lugar  2015 – Califórnia – até 79,5 kg –      Faixa-preta, Sem Kimono[19]
- 1º lugar  2013 – Califórnia – até 79,5 kg –      Faixa-preta, Sem Kimono[20]
- 1º lugar  2012 – Califórnia – até 79,5 kg –      Faixa-marrom, Sem Kimono[21]

### Campeonato Pan-Americano de Jiu-Jitsu|Campeonato Pan-Americano Sem Kimono
- 1º lugar  2012 – Califórnia – até 98 kg –      Faixa-marrom, Sem Kimono[22][23][24]

### COPA de Bangkok
- 1º lugar 2019 – Bangkok – até 82,3 kg –      Faixa-preta, Sem Kimono
- 1º lugar  2019 – Bangkok – até 85 kg –      Faixa-preta, Com Kimono
- 1º lugar  2019 – Bangkok – Absoluto –      Faixa-preta, Sem Kimono
- 3º lugar  2019 – Bangkok – Absoluto –      Faixa-preta, Com Kimono

## Cartel no MMA
| Cartel no MMA   |            |           |
| 4 lutas         | 4 vitórias | 0 derrota |
| Por nocaute     | 0          | 0         |
| Por finalização | 2          | 0         |
| Por decisão     | 2          | 0         |

| Res.    | Cartel | Oponente          | Método                        | Evento                                                   | Data                   | Round | Tempo | Local                       | Notas |
| ------- | ------ | ----------------- | ----------------------------- | -------------------------------------------------------- | ---------------------- | ----- | ----- | --------------------------- | ----- |
| Vitória | 4-0    | Bassil Hafez      | Decision (unanimous)          | CFFC 61 - Anyanwu vs. Pinto                              | 2016 de outubro de 29  | 3     | 5:00  | Nova Jersey, Estados Unidos |       |
| Vitória | 3-0    | Stacey Anderson   | Submission (rear-naked choke) | SF - Shogun Fights 14                                    | 2016 de abril de 16    | 1     | 2:40  | Virgínia, Estados Unidos    |       |
| Vitória | 2-0    | Piankhi Zimmerman | Decision (unanimous)          | SF - Shogun Fights 13                                    | 2016 de outubro de 24  | 3     | 5:00  | Maryland, Estados Unidos    |       |
| Vitória | 1-0    | Roy Smith         | Submission (rear-naked choke) | Fire & Ice Fighting Championships - Fight for the Troops | 2015 de setembro de 19 | 1     | 0:45  | Maryland, Estados Unidos    |       |

## Histórico no grappling
| Resultado | Oponente           | Método                | Evento              | Peso  | Fase | Ano  |
| --------- | ------------------ | --------------------- | ------------------- | ----- | ---- | ---- |
| Vitória   | Rafael Barbosa     | Pontos                | NYC World Trials    | 83 kg | SF   | 2012 |
| Derrota   | Lucas Leite        | Decisão dos árbitros  | NYC World Trials    | 83 kg | F    | 2012 |
| Derrota   | Claudio Calasans   | Decisão dos árbitros  | World Pro.          | 82 kg | R2   | 2012 |
| Vitória   | Desconhecido       | Mão de vaca           | Mundial Sem Kimono  | 82 kg | R1   | 2012 |
| Vitória   | Jason Manly        | Pts: 11x0             | Mundial Sem Kimono  | 82 kg | 4F   | 2012 |
| Vitória   | Vitor Oliveira     | Pts: 0x0, Adv         | Mundial Sem Kimono  | 82 kg | SF   | 2012 |
| Vitória   | Clark Gracie       | Pts: 5x0              | Mundial Sem Kimono  | 82 kg | F    | 2012 |
| Vitória   | James Puopolo      | Pts: 0x0, Adv         | Mundial Sem Kimono  | ABS   | R1   | 2012 |
| Vitória   | Roberto Alencar    | Pts: 4x0              | Mundial Sem Kimono  | ABS   | 8F   | 2012 |
| Derrota   | Leandro Lo         | Pts: 0x0, Vantagem    | Mundial Sem Kimono  | ABS   | 4F   | 2012 |
| Derrota   | Claudio Calasans   | Pts: 0x0, Punição     | Europeu             | 82 kg | 4F   | 2013 |
| Vitória   | Rodrigo Breves     | Pontos                | NYC World Trials    | 83 kg | N/A  | 2013 |
| Vitória   | Felipe Matos       | Vantagem              | Pan Americano       | ABS   | R1   | 2013 |
| Vitória   | Gabriel Vella      | Pts: 2x0              | Pan Americano       | ABS   | R2   | 2013 |
| Vitória   | Bernardo Faria     | Pts: 12x0             | Pan American        | ABS   | 4F   | 2013 |
| Vitória   | Gabriel Rollo      | Vantagem              | Pan Americano       | 82 kg | R2   | 2013 |
| Vitória   | Rafael Barbosa     | Mão de vaca           | Pan Americano       | 82 kg | 4F   | 2013 |
| Derrota   | Clark Gracie       | Decisão dos árbitros  | Pan Americano       | 82 kg | SF   | 2013 |
| Derrota   | Claudio Calasans   | Pts: 0x0, Vantagem    | World Pro           | 82 kg | R1   | 2013 |
| Vitória   | Magid Hage         | Pts: 2x0              | Mundial             | ABS   | RDS  | 2013 |
| Derrota   | Leonardo Leite     | Points                | Mundial             | ABS   | RDS  | 2013 |
| Empate    | Tio Chico          | N/A                   | Copa Podio          | 76 kg | GP   | 2013 |
| Vitória   | Oliver Geddes      | mão de vaca           | Copa Podio          | 76 kg | GP   | 2013 |
| Derrota   | Vinicius Marinho   | vantagem              | Copa Podio          | 76 kg | GP   | 2013 |
| Vitória   | Rodrigo Magalhaes  | Pts: 2x0              | Copa Podio          | 76 kg | GP   | 2013 |
| Derrota   | Leandro Lo         | Pts: 6x2              | Copa Podio          | 76 kg | SF   | 2013 |
| Derrota   | Vinicius Marinho   | Punição               | Copa Podio          | 76 kg | 3PLC | 2013 |
| Derrota   | AJ Agazarm         | Decisão dos árbitros  | ADCC                | 77 kg | R1   | 2013 |
| Derrota   | Vitor Oliveira     | Points                | Mundial No-gi       | 82 kg | SF   | 2013 |
| Vitória   | Abmar Barbosa      | Pts: 3x0              | Boston W. Open      | 82 kg | SF   | 2013 |
| Vitória   | Gregor Gracie      | Pts: 2x0              | Boston W. Open      | 82 kg | F    | 2013 |
| Vitória   | Abmar Barbosa      | Pontos                | Boston W. Open      | ABS   | SF   | 2013 |
| Vitória   | Rafael Barbosa     | Pts: 6x0              | Boston W. Open      | ABS   | F    | 2013 |
| Vitória   | Garry Tonon        | Pontos                | ADCC Nationals      | ABS   | SPF  | 2014 |
| Vitória   | Desconhecido       | Finalização           | Pan Americano       | ABS   | R2   | 2014 |
| Derrota   | André Galvão       | Pontos                | Pan Americano       | ABS   | R3   | 2014 |
| Derrota   | Diego Hertzog      | Pts: 2x2, vantagem    | Pan Americano       | 88 kg | R1   | 2014 |
| Vitória   | Desconhecido       | Mão de vaca           | Mundial             | 76 kg | R1   | 2014 |
| Derrota   | Rodrigo Freitas    | Punição               | Mundial             | 76 kg | R1   | 2014 |
| Vitória   | Manuel Ribamar     | Pts: 2x0              | Mundial No-Gi       | 79 kg | 8F   | 2015 |
| Vitória   | Vinicius Agudo     | Pts: 5x0              | Mundial No-Gi       | 79 kg | 4F   | 2015 |
| Vitória   | Otavio Sousa       | Decisão dos árbitros  | Mundial No-Gi       | 79 kg | SF   | 2015 |
| Vitória   | Jonathan Satava    | Pts: 3x0              | Mundial No-Gi       | 79 kg | F    | 2015 |
| Vitória   | Eliot Kelly        | Decisão dos árbitros  | Mundial No-Gi       | ABS   | R1   | 2015 |
| Vitória   | Guybson Sa         | Pts: 6x0              | Mundial No-Gi       | ABS   | 8F   | 2015 |
| Vitória   | Caio Terra         | Pts: 0x0, vantagem    | Mundial No-Gi       | ABS   | 4F   | 2015 |
| Derrota   | Felipe Pena        | Mata-leão             | Mundial No-Gi       | ABS   | SF   | 2015 |
| Vitória   | Bruno Bastos       | Guilhotina            | EBI 6               | ABS   | R1   | 2016 |
| Derrota   | Rustam Chsiev      | EBI/OT                | EBI 6               | ABS   | 4F   | 2016 |
| Vitória   | Corey Brown        | Pts: 24x0             | Grappling Pro       | 77 kg | 4F   | 2016 |
| Vitória   | Garry Tonon        | Pts: 7x2              | Grappling Pro       | 77 kg | SF   | 2016 |
| Vitória   | Lucas Barbosa      | Pts: 6x3              | Grappling Pro       | 77 kg | F    | 2016 |
| Vitória   | John Combs         | Guilhotina            | F2W Pro 18          | 82 kg | SPF  | 2016 |
| Vitória   | Vinicius Agudo     | Brabo estrangulamento | F2W Pro 29          | 82 kg | SPF  | 2017 |
| Vitória   | Cora Talamoni      | Americana             | ADCC WC Trials      | 88 kg | R1   | 2017 |
| Vitória   | Ty Freeman         | Decisão dos árbitros  | ADCC WC Trials      | 88 kg | 8F   | 2017 |
| Vitória   | Kevin Crane        | Pts: 4x0              | ADCC WC Trials      | 88 kg | 4F   | 2017 |
| Vitória   | Antonio Zuazo      | Pts: 5x0              | ADCC WC Trials      | 88 kg | SF   | 2017 |
| Derrota   | John Salter        | Punição               | ADCC WC Trials      | 88 kg | F    | 2017 |
| Vitória   | Jose Portillo      | N/A                   | Miami Spring Open   | 88 kg | SF   | 2017 |
| Vitória   | Jurandir Conceicao | Pts: 3x0              | Miami Spring Open   | 88 kg | F    | 2017 |
| Vitória   | Josh Littleton     | Brabo estrangulamento | Miami Spring Open   | ABS   | 4F   | 2017 |
| Vitória   | Valdir Araujo      | Pontos                | Miami Spring Open   | ABS   | SF   | 2017 |
| Derrota   | Roberto Abreu      | Pts: 25x0             | Miami Spring Open   | ABS   | F    | 2017 |
| Vitória   | Vagner Rocha       | Pts: 25x8             | Grappling Pro       | 77 kg | SPF  | 2017 |
| Vitória   | Nick Calvanese     | Pts: 0x0, vantagem    | NY Summer Open      | 88 kg | SF   | 2017 |
| Vitória   | Jonathan Satava    | N/A                   | NY Summer Open      | 88 kg | F    | 2017 |
| Vitória   | Enrique Galarza    | N/A                   | NY Summer Open      | ABS   | 4F   | 2017 |
| Derrota   | Marcos Tinoco      | Decisão dos árbitros  | NY Summer Open      | ABS   | SF   | 2017 |
| Vitória   | Aaron Johnson      | Pontos                | NY S. No-Gi Open    | ABS   | SF   | 2017 |
| Vitória   | James Brasco       | Chave de tornozelo    | F2W Pro 42          | 88 kg | SPF  | 2017 |
| Vitória   | Tommy Langaker     | Pontos                | Copa Podio          | 88 kg | RR   | 2017 |
| Vitória   | Kywan Gracie       | Pts: 0x0, vantagem    | Copa Podio          | 88 kg | RR   | 2017 |
| Vitória   | F. Andrew          | Pts: 0x0, vantagem    | Copa Podio          | 88 kg | RR   | 2017 |
| Vitória   | Hugo Marques       | Pts: 4x2              | Copa Podio          | 88 kg | RR   | 2017 |
| Vitória   | Gustavo Braguinha  | Vantagem              | Copa Podio          | 88 kg | SF   | 2017 |
| Vitória   | F. Andrew          | Vantagem              | Copa Podio          | 88 kg | F    | 2017 |
| Vitória   | Greg Walker        | Pts: 0x0, Vantagem    | Washington Open     | 82 kg | F    | 2017 |
| Vitória   | Leo Saggioro       | Decisão dos árbitros  | ADCC                | 77 kg | E1   | 2017 |
| Derrota   | Vagner Rocha       | Decisão dos árbitros  | ADCC                | 77 kg | 4F   | 2017 |
| Vitória   | Donghyun Kim       | Pts: 2x0              | Spyder Invitational | ABS   | SPF  | 2017 |
| Vitória   | Gilbert Burns      | Decisão dos árbitros  | F2W Pro 53          | 82 kg | SPF  | 2017 |
| Vitória   | Alberto Gonzalez   | Finalização           | Spain Nat. Pro      | 94 kg | SF   | 2018 |
| Vitória   | Adam Wardzinski    | Pts: 0x0, vantagem    | Spain Nat. Pro      | 94 kg | F    | 2018 |
| Vitória   | Nick Calvanese     | Decisão dos árbitros  | F2W Pro 71          | 84 kg | SPF  | 2018 |
| Vitória   | Tanner Rice        | Pts: 0x0, vantagem    | WP US Qualifier     | 94 kg | RR   | 2018 |
| Derrota   | Tanner Rice        | Pts: 0x0, punição     | WP US Qualifier     | 94 kg | RR   | 2018 |
| Derrota   | Tanner Rice        | vantagem              | WP US Qualifier     | 94 kg | RR   | 2018 |
| Derrota   | Murilo Santana     | Pts: 0x0, Pen         | Mundial             | 88 kg | R1   | 2018 |
| Vitória   | Sami Baki          | Kimura                | Boa Super 8         | ABS   | 4F   | 2018 |
| Vitória   | Stuart Cooper      | Pts: 3x0              | Boa Super 8         | ABS   | SF   | 2018 |
| Vitória   | Craig Jones        | Pts: 0x0, Punição     | Boa Super 8         | ABS   | F    | 2018 |
| Vitória   | Craig Jones        | Decisão dos árbitros  | Spider Inv. 4F      | 76 kg | SPF  | 2018 |
| Vitória   | Takagi Shota       | Brabo estrangulamento | Grand Slam TYO      | 85 kg | 4F   | 2018 |
| Vitória   | Alan Fidelis       | Armlock               | Grand Slam TYO      | 85 kg | SF   | 2018 |
| Vitória   | Bradley Hill       | Pts: 5x0              | Grand Slam TYO      | 85 kg | F    | 2018 |
| Vitória   | Jamie Fletcher     | Guilhotina            | Subversiv           | ABS   | SF   | 2018 |
| Vitória   | Richie Martinez    | Kimura                | Subversiv           | ABS   | F    | 2018 |
| Vitória   | Rafael Domingos    | Pontos                | Black Belt CBD      | 83 kg | SF   | 2018 |
| Derrota   | Gilbert Burns      | Pontos                | Black Belt CBD      | 83 kg | F    | 2018 |
| Derrota   | V. Hugo            | Pts: 16x0             | Spyder Inv. Final   | 76 kg | SF   | 2018 |
| Derrota   | Manuel Ribamar     | Pts: 6x0              | Grand Slam AD       | 85 kg | 4F   | 2019 |
| Vitória   | Roberto Satoshi    | Mão de vaca           | King of Mats II     | 85 kg | RR   | 2019 |
| Vitória   | Diego Ramalho      | Pts: 0x0, Adv         | King of Mats II     | 85 kg | RR   | 2019 |
| Derrota   | Manuel Ribamar     | Pts: 9x0              | King of Mats II     | 85 kg | RR   | 2019 |
| Derrota   | Isaque Bahiense    | Decisão dos árbitros  | King of Mats II     | 85 kg | RR   | 2019 |
| Vitória   | Marc Akakpovi      | Finalização           | Netherlands Pro     | 85 kg | SF   | 2019 |
| Vitória   | Arthur Pucci       | Finalização           | Netherlands Pro     | 85 kg | F    | 2019 |
| Derrota   | Isaque Bahiense    | Decisão dos árbitros  | BJJ Stars           | 88 kg | SPF  | 2019 |
| Derrota   | Manuel Ribamar     | Decisão dos árbitros  | F2W Pro 104         | 85 kg | SPF  | 2019 |
| Derrota   | Murilo Santana     | Decisão dos árbitros  | F2W Pro 108         | 85 kg | SPF  | 2019 |
| Vitória   | Scott Jutras       | Kimura                | Washington DCO      | 82 kg | 4F   | 2019 |
| Derrota   | Felipe Cesar       | Pts: 15x0             | Washington DCO      | 82 kg | SF   | 2019 |
| Vitória   | Brian Beaury       | Lesão                 | Washington DCO      | ABS   | 4F   | 2019 |
| Vitória   | Diogo Sampaio      | Pts: 0x0, Adv         | Washington DCO      | ABS   | SF   | 2019 |
| Vitória   | Vinicius Trator    | Pts: 0x0, Adv         | Washington DCO      | ABS   | F    | 2019 |
| Vitória   | Arnaldo Maidana    | Decisão dos árbitros  | F2W Pro 109         | 85 kg | SPF  | 2019 |
| Vitória   | Viking Wong        | Pts: 3x0              | World Pro           | 85 kg | 4F   | 2019 |
| Derrota   | Faisal AlKitbe     | Pts: 0x0, vantagem    | World Pro           | 85 kg | SF   | 2019 |
| Vitória   | Philippe Pomaski   | Pts: 2x0              | World Pro           | 85 kg | RPC  | 2019 |
| Vitória   | Devhonte Johnson   | Decisão dos árbitros  | World Pro           | 85 kg | 3RD  | 2019 |
| Vitória   | Alexandre Pimentel | Points Miami          | Spring Open         | 82 kg | SF   | 2019 |
| Vitória   | Brian Beaury       | Points Miami          | Spring Open         | 82 kg | F    | 2019 |
| Vitória   | Enrique Galarza    | Finalização           | High Rollerz        | ABS   | 4F   | 2019 |
| Vitória   | Evani Chavez       | Finalização           | High Rollerz        | ABS   | SF   | 2019 |
| Vitória   | Michael Egley      | Finalização           | High Rollerz        | ABS   | F    | 2019 |
| Vitória   | Nathan Mendelsohn  | Pontos                | Mundial             | 82 kg | R1   | 2019 |
| Derrota   | Claudio Calasans   | Pts: 0x0, vantagem    | Mundial             | 82 kg | R2   | 2019 |
| Derrota   | K. Steele          | Decisão dos árbitros  | Third Coast         | 88 kg | SPF  | 2019 |
| Vitória   | Ruben Rivera       | EBI/OT                | Subversiv 2         | 75 kg | SPF  | 2019 |
| Derrota   | Edwin Najmi        | Decisão dos árbitros  | F2W Pro 120         | 82 kg | SPF  | 2019 |
| Vitória   | John Combs         | Pts: 5x0              | ADCC                | 77 kg | R1   | 2019 |
| Derrota   | JT Torres          | Pts: 3x0              | ADCC                | 77 kg | 4F   | 2019 |